# County Championship 2000
Die County Championship 2000 war die 102. Saison des nationalen First-Class-Cricket-Wettbewerbes in England und Wales. Sie wurde erstmals in zwei Divisionen ausgetragen, Division 1 und Division 2. Division 1 wurde durch Surrey gewonnen, die somit ihre sechste County-Meisterschaft erreichten. Absteiger aus der Division 1 waren Hampshire, Durham und Derbyshire, die in der nachfolgenden Saison 2001 durch die drei bestplatzierten der Division 2,  Northamptonshire, Essex und  Glamorgan, ersetzt wurden.

## Format
Die 18 First Class Counties wurden nach den Resultaten der Saison 1999 in zwei Divisionen aufgeteilt. In jeder Division spielte jede Mannschaft gegen jede andere jeweils ein Heim- und ein Auswärtsspiel. Für einen Sieg erhielt ein Team zunächst 12 Punkte, für ein Unentschieden (beide Mannschaften erzielen die gleiche Anzahl an Runs) 6 Punkte. Sollte kein Ergebnis erreicht werden und das Spiel in einem Remis enden bekommen beide Mannschaften 4 Punkte. Zusätzlich besteht die Möglichkeit in den ersten 130 Over des ersten Innings Bonuspunkte zu sammeln. Dabei werden bis zu 5 Punkte für erzielte Runs und bis zu 3 Punkte für erzielte Wickets ausgegeben. Des Weiteren ist es möglich das Mannschaften Punkte abgezogen bekommen, wenn sie beispielsweise zu langsam spielen oder der Platz nicht ordnungsgemäß hergerichtet ist. Am Ende der Saison ist der Sieger der Division 1 County Champion, die drei letztplatzierten dieser Division steigen ab und die drei bestplatzierten der Division 2 auf.

## Resultate

### Tabelle

#### Division 1
Die Tabelle der Division 1 nahm am Ende die nachfolgende Gestalt an. Alle Punkte wurden auf Grund von einem nicht ordnungsgemäß hergerichteten Platz abgezogen.
| Team           | Sp. | S | N | R  | Bat | Bwl | Ded | Punkte |
| -------------- | --- | - | - | -- | --- | --- | --- | ------ |
| Surrey         | 16  | 9 | 2 | 5  | 44  | 41  | 0   | 213    |
| Lancashire     | 16  | 7 | 1 | 8  | 35  | 42  | 0   | 193    |
| Yorkshire      | 16  | 7 | 2 | 7  | 36  | 48  | 8   | 188    |
| Leicestershire | 16  | 4 | 3 | 9  | 42  | 39  | 0   | 165    |
| Somerset       | 16  | 2 | 4 | 10 | 41  | 40  | 0   | 145    |
| Kent           | 16  | 4 | 4 | 8  | 18  | 42  | 0   | 140    |
| Hampshire      | 16  | 3 | 9 | 4  | 20  | 48  | 8   | 112    |
| Durham         | 16  | 2 | 9 | 5  | 27  | 41  | 0   | 112    |
| Derbyshire     | 16  | 2 | 6 | 8  | 19  | 44  | 8   | 111    |

Sieg: 12 Punkte; Remis: 4 Punkte

#### Division 2
Die Tabelle der Division 2 hatte die folgende Gestalt.
| Team             | Sp. | S | N | R  | Bat | Bwl | Ded | Punkte |
| ---------------- | --- | - | - | -- | --- | --- | --- | ------ |
| Northamptonshire | 16  | 7 | 4 | 5  | 39  | 45  | 0   | 188    |
| Essex            | 16  | 5 | 2 | 9  | 28  | 41  | 0   | 165    |
| Glamorgan        | 16  | 5 | 3 | 8  | 27  | 41  | 0   | 160    |
| Gloucestershire  | 16  | 6 | 4 | 6  | 20  | 42  | 0   | 158    |
| Worcestershire   | 16  | 5 | 5 | 6  | 25  | 42  | 0   | 151    |
| Warwickshire     | 16  | 2 | 3 | 11 | 47  | 35  | 0   | 150    |
| Nottinghamshire  | 16  | 2 | 4 | 10 | 41  | 43  | 0   | 148    |
| Middlesex        | 16  | 2 | 6 | 8  | 36  | 46  | 0   | 138    |
| Sussex           | 16  | 3 | 6 | 7  | 31  | 39  | 0   | 134    |

Sieg: 12 Punkte; Remis: 4 Punkte

## Spiele

### Division 1

#### April
| 26. – 29. April Scorecard | Derby | Derbyshire 359 (140.3) & 2-0 (4) | – | Leicestershire 309 (94.5) |
|                           |       | Remis                            |   |                           |

| 26. – 29. April Scorecard | Canterbury | Lancashire 186 (56.5) | – | Kent 29-1 (9) |
|                           |            | Remis                 |   |               |

| 26. – 29. April Scorecard | Taunton | Surrey 185 (45) | – | Somerset 302-8 (95.2) |
|                           |         | Remis           |   |                       |

#### Mai
| 2. – 4. Mai Scorecard | Chester-le-Street | Durham 234 (75.4) & 186 (65.1) | – | Surrey 104 (55.5) & 85 (41.4) |
|                       |                   | Durham gewinnt mit 231 Runs    |   |                               |

| 3. – 5. Mai Scorecard | Southampton | Hampshire 232 (91.5) & 126 (57.1) | – | Somerset 319 (111.1) & 40-1 (10.1) |
|                       |             | Somerset gewinnt mit 9 Wickets    |   |                                    |

| 3. – 5. Mai Scorecard | Leeds | Derbyshire 239 (75) & 190 (67)                  | – | Yorkshire 508-5d (152.3) |
|                       |       | Yorkshire gewinnt mit einem Innings und 79 Runs |   |                          |

| 3. – 6. Mai Scorecard | Manchester | Leicestershire 265 (104.5) & 198 (79.1)          | – | Lancashire 488 (143.1) |
|                       |            | Lancashire gewinnt mit einem Innings und 25 Runs |   |                        |

| 11. – 13. Mai Scorecard | Chester-le-Street | Lancashire 263 (80) & 134 (58.2) | – | Durham 164 (68.4) & 92 (42.3) |
|                         |                   | Lancashire gewinnt mit 141 Runs  |   |                               |

| 11. – 14. Mai Scorecard | Leicester | Somerset 262 (101.5) & 246 (113.2)   | – | Leicestershire 387 (139.5) & 124-4 (29.5) |
|                         |           | Leicestershire gewinnt mit 6 Wickets |   |                                           |

| 11. – 14. Mai Scorecard | Kennington | Surrey 417 (142.5) & 17-0d (0.4) | – | Kent 115-2d (45) & 255-8 (92.5) |
|                         |            | Remis                            |   |                                 |

| 12. – 14. Mai Scorecard | Leeds | Hampshire 101 (52.3) & 198 (61.5)                | – | Yorkshire 399 (120.3) |
|                         |       | Yorkshire gewinnt mit einem Innings und 100 Runs |   |                       |

| 17. – 20. Mai Scorecard | Derby | Derbyshire 303 (100.1) & 209-1 (40) | – | Yorkshire 349 (128.1) |
|                         |       | Remis                               |   |                       |

| 17. – 20. Mai Scorecard | Leicester | Hampshire 229 (95.4) & 123-8 (60) | – | Leicestershire 289 (129) |
|                         |           | Remis                             |   |                          |

| 23. – 26. Mai Scorecard | Southampton | Lancashire 215 (63.5) | – | Hampshire 175-4 (69) |
|                         |             | Remis                 |   |                      |

| 23. – 26. Mai Scorecard | Canterbury | Surrey 348-8 (118) | – | Kent |
|                         |            | Remis              |   |      |

| 24. – 27. Mai Scorecard | Chester-le-Street | Leicestershire 336 (129.3) | – | Durham 302-8 (117.2) |
|                         |                   | Remis                      |   |                      |

| 24. – 27. Mai Scorecard | Taunton | Somerset 240 (70.5) | – | Derbyshire 101-0 (26) |
|                         |         | Remis               |   |                       |

| 31. Mai – 3. Juni Scorecard | Tunbridge Wells | Kent 177 (110.2) & 237-9d (106.3) | – | Durham 81 (64.2) & 143 (84.4) |
|                             |                 | Kent gewinnt mit 190 Runs         |   |                               |

| 31. Mai – 3. Juni Scorecard | Manchester | Derbyshire 170 (80.5) & 24-2 (16.4) | – | Lancashire 213 (70.5) |
|                             |            | Remis                               |   |                       |

| 31. Mai – 3. Juni Scorecard | Leeds | Leicestershire 296 (101.5) | – | Yorkshire 146-4 (64.4) |
|                             |       | Remis                      |   |                        |

#### Juni
| 1. – 4. Juni Scorecard | Kennington | Surrey 333 (110.1) & 142 (57.1) | – | Hampshire 210 (92) & 263 (105.3) |
|                        |            | Surrey gewinnt mit 2 Runs       |   |                                  |

| 6. – 8. Juni Scorecard | Liverpool | Hampshire 95 (44) & 139 (64.4)                   | – | Lancashire 269 (92.4) |
|                        |           | Lancashire gewinnt mit einem Innings und 35 Runs |   |                       |

| 6. – 9. Juni Scorecard | Bath | Somerset 261 (81.5) & 223 (89) | – | Kent 295 (118.5) & 193-8 (78.4) |
|                        |      | Somerset gewinnt mit 2 Wickets |   |                                 |

| 7. – 9. Juni Scorecard | Derby | Surrey 138 (51.5) & 218 (62.4)   | – | Derbyshire 191 (50.1) & 167-3 (44.5) |
|                        |       | Derbyshire gewinnt mit 7 Wickets |   |                                      |

| 7. – 9. Juni Scorecard | Chester-le-Street | Durham 189 (73.5) & 201 (81.2)  | – | Yorkshire 294 (98.3) & 97-4 (45.3) |
|                        |                   | Yorkshire gewinnt mit 6 Wickets |   |                                    |

| 14. – 16. Juni Scorecard | Basingstoke | Hampshire 340 (128.1)                            | – | Durham 83 (49.4) & 93 (42.3) (f/o) |
|                          |             | Hampshire gewinnt mit einem Innings und 164 Runs |   |                                    |

| 14. – 16. Juni Scorecard | Kennington | Surrey 548 (154.3)                            | – | Somerset 145 (63.2) & 190 (75.4) (f/o) |
|                          |            | Surrey gewinnt mit einem Innings und 213 Runs |   |                                        |

| 14. – 16. Juni Scorecard | Leeds | Kent 129 (75.2) & 82 (53.5)     | – | Yorkshire 149 (68) & 63-4 (17.1) |
|                          |       | Yorkshire gewinnt mit 6 Wickets |   |                                  |

| 14. – 17. Juni Scorecard | Leicester | Leicestershire 310 (90.3) & 47-0 (11) | – | Derbyshire 133 (56.5) & 223 (105.1) (f/o) |
|                          |           | Leicestershire gewinnt mit 10 Wickets |   |                                           |

| 28. – 30. Juni Scorecard | Darlington | Derbyshire 151 (49) & 249 (89.4)             | – | Durham 479-9d (140) |
|                          |            | Durham gewinnt mit einem Innings und 79 Runs |   |                     |

| 28. Juni – 1. Juli Scorecard | Maidstone | Somerset 475 (154.4) | – | Kent 261 (106.4) & 338-3 (114) (f/o) |
|                              |           | Remis                |   |                                      |

| 29. Juni – 1. Juli Scorecard | Manchester | Yorkshire 164 (59.2) & 151 (72.2) | – | Lancashire 269 (85.4) & 47-1 (12.3) |
|                              |            | Lancashire gewinnt mit 9 Wickets  |   |                                     |

| 29. Juni – 2. Juli Scorecard | Southampton | Surrey 331 (99.2) & 228-6d (71.1) | – | Hampshire 167 (63.3) & 272 (80.2) |
|                              |             | Surrey gewinnt mit 120 Runs       |   |                                   |

#### Juli
| 7. – 9. Juli Scorecard | Oakham | Surrey 505 (148.5)                            | – | Leicestershire 143 (57.2) & 184 (60) (f/o) |
|                        |        | Surrey gewinnt mit einem Innings und 178 Runs |   |                                            |

| 7. – 10. Juli Scorecard | Derby | Derbyshire 307 (106.4) & 80-4 (33) | – | Lancashire 172 (61) |
|                         |       | Remis                              |   |                     |

| 7. – 10. Juli Scorecard | Taunton | Hampshire 142 (41.1) & 319-5 (95) | – | Somerset 368 (110.3) |
|                         |         | Remis                             |   |                      |

| 7. – 10. Juli Scorecard | Leeds | Durham 314 (125.5) | – | Yorkshire 129 (60.4) & 386-4 (148) (f/o) |
|                         |       | Remis              |   |                                          |

| 12. – 14. Juli Scorecard | Leicester | Leicestershire 222 (94.4) & 259 (85.4) | – | Durham 171 (71.1) & 93 (32.1) |
|                          |           | Leicestershire gewinnt mit 217 Runs    |   |                               |

| 12. – 15. Juli Scorecard | Derby | Derbyshire 181 (81.5) & 269 (101.3) | – | Kent 280 (116) & 171-2 (60.3) |
|                          |       | Kent gewinnt mit 8 Wickets          |   |                               |

| 12. – 15. Juli Scorecard | Taunton | Lancashire 239 (65.5) & 417-9 (140) | – | Somerset 565 (177) |
|                          |         | Remis                               |   |                    |

| 12. – 15. Juli Scorecard | Kennington | Surrey 226 (81.5) & 345-8d (100.5) | – | Yorkshire 242 (86.4) & 126 (48.4) |
|                          |            | Surrey gewinnt mit 203 Runs        |   |                                   |

| 19. – 21. Juli Scorecard | Guildford | Leicestershire 318 (108.1) & 87 (24.5) | – | Surrey 288 (81) & 119-0 (39.3) |
|                          |           | Surrey gewinnt mit 10 Wickets          |   |                                |

| 19. – 21. Juli Scorecard | Scarborough | Somerset 182 (61) & 212 (70.3)                 | – | Yorkshire 400 (130.1) |
|                          |             | Yorkshire gewinnt mit einem Innings und 6 Runs |   |                       |

| 19. – 22. Juli Scorecard | Portsmouth | Hampshire 320 (93.3) & 136 (56.2) | – | Kent 252 (100.2) & 205-4 (84.4) |
|                          |            | Kent gewinnt mit 6 Wickets        |   |                                 |

| 28. – 31. Juli Scorecard | Chester-le-Street | Durham 292 (105) & 73-3 (24.2) | – | Somerset 280 (126) |
|                          |                   | Remis                          |   |                    |

| 28. – 31. Juli Scorecard | Canterbury | Derbyshire 279 (115.5) & 293-0 (108) | – | Kent 251-9d (116.1) |
|                          |            | Remis                                |   |                     |

| 28. – 31. Juli Scorecard | Leeds | Lancashire 267 (92) & 127-2 (42) | – | Yorkshire 376 (124.5) |
|                          |       | Remis                            |   |                       |

#### August
| 2. – 5. August Scorecard | Derby | Derbyshire 310 (115.3) & 293-9 (112) | – | Hampshire 394 (131.2) |
|                          |       | Remis                                |   |                       |

| 2. – 5. August Scorecard | Canterbury | Leicestershire 375 (133.5) | – | Kent 201 (88.2) & 187-7 (85) (f/o) |
|                          |            | Remis                      |   |                                    |

| 2. – 5. August Scorecard | Taunton | Somerset 359 (128) & 368-3 (108) | – | Yorkshire 327 (98.4) |
|                          |         | Remis                            |   |                      |

| 2. – 5. August Scorecard | Kennington | Surrey 310 (110.5) & 227-4d (51.5) | – | Lancashire 120 (39.1) & 145 (56) |
|                          |            | Surrey gewinnt mit 272 Runs        |   |                                  |

| 8. – 11. August Scorecard | Southampton | Leicestershire 266 (83.3) & 240 (96.3) | – | Hampshire 228 (81) & 217 (79.4) |
|                           |             | Leicestershire gewinnt mit 61 Runs     |   |                                 |

| 9. – 12. August Scorecard | Chester-le-Street | Kent 170 (56.4) & 354-7d (118.2) | – | Durham 223 (84.5) & 157-3 (58) |
|                           |                   | Remis                            |   |                                |

| 16. – 17. August Scorecard | Kennington | Derbyshire 118 (53.3) & 97 (33.3)            | – | Surrey 260 (79.3) |
|                            |            | Surrey gewinnt mit einem Innings und 45 Runs |   |                   |

| 16. – 19. August Scorecard | Leicester | Leicestershire 351 (110.3) | – | Yorkshire 340 (111.1) |
|                            |           | Remis                      |   |                       |

| 16. – 19. August Scorecard | Taunton | Durham 378 (127.1) | – | Somerset 362 (111.4) |
|                            |         | Remis              |   |                      |

| 17. – 19. August Scorecard | Manchester | Lancashire 236 (87.3) & 198 (76.4) | – | Kent 155 (55) & 125 (58.4) |
|                            |            | Lancashire gewinnt mit 154 Runs    |   |                            |

| 22. – 25. August Scorecard | Derby | Derbyshire 167 (50.3) & 476-7d (126.1) | – | Durham 144 (47.5) & 267 (86) |
|                            |       | Derbyshire gewinnt mit 232 Runs        |   |                              |

| 22. – 25. August Scorecard | Canterbury | Kent 323 (120.5) & 146 (51.2) | – | Hampshire 156 (51.1) & 298 (115) |
|                            |            | Kent gewinnt mit 15 Runs      |   |                                  |

| 22. – 25. August Scorecard | Leicester | Leicestershire 372 (109) & 408-6 (112) | – | Lancashire 574-5d (177) |
|                            |           | Remis                                  |   |                         |

| 30. August – 2. September Scorecard | Scarborough | Surrey 356 (110.3) & 89-3d (37) | – | Yorkshire 158 (41.1) & 68-0 (25) |
|                                     |             | Remis                           |   |                                  |

| 31. August – 3. September Scorecard | Chester-le-Street | Durham 320-9d (92.3) & 39-1d (3) | – | Hampshire 69-0d (20) & 292-4 (77.1) |
|                                     |                   | Hampshire gewinnt mit 6 Wickets  |   |                                     |

#### September
| 1. – 4. September Scorecard | Taunton | Somerset 411-7d (103) & 90-2 (27) | – | Leicestershire 470 (122.2) |
|                             |         | Remis                             |   |                            |

| 6. – 9. September Scorecard | Southampton | Hampshire 522 (134.3)                          | – | Derbyshire 352 (113.2) & 167 (74.2) (f/o) |
|                             |             | Hampshire gewinnt mit einem Innings und 3 Runs |   |                                           |

| 6. – 9. September Scorecard | Kennington | Surrey 453-4d (128.5)                        | – | Durham 241 (82.3) & 144 (54.3) (f/o) |
|                             |            | Surrey gewinnt mit einem Innings und 68 Runs |   |                                      |

| 7. – 10. September Scorecard | Canterbury | Yorkshire 401 (115) & 145 (46.2) | – | Kent 317 (123.1) & 197 (68.4) |
|                              |            | Yorkshire gewinnt mit 32 Runs    |   |                               |

| 8. – 10. September Scorecard | Manchester | Somerset 132 (49.4) & 222 (55.3)                  | – | Lancashire 463-9d (127.2) |
|                              |            | Lancashire gewinnt mit einem Innings und 109 Runs |   |                           |

| 13. – 16. September Scorecard | Derby | Somerset 311-9 (94.3) | – | Derbyshire |
|                               |       | Remis                 |   |            |

| 13. – 16. September Scorecard | Southampton | Yorkshire 205 (60.1) & 265 (75) | – | Hampshire 213 (66.5) & 185 (72) |
|                               |             | Yorkshire gewinnt mit 72 Runs   |   |                                 |

| 13. – 16. September Scorecard | Manchester | Lancashire 324 (87.5) & 304-9d (85) | – | Surrey 359 (106.1) |
|                               |            | Remis                               |   |                    |

| 13. – 16. September Scorecard | Leicester | Kent 228-8 (92) | – | Leicestershire |
|                               |           | Remis           |   |                |

### Division 2

#### April
| 26. – 29. April Scorecard | Bristol | Sussex 110-5 (39) | – | Gloucestershire |
|                           |         | Remis             |   |                 |

| 26. – 29. April Scorecard | Nottingham | Northamptonshire 153 (54.4) | – | Nottinghamshire 79-9 (26) |
|                           |            | Remis                       |   |                           |

| 26. – 29. April Scorecard | Worcester | Worcestershire 206-7 (53.1) | – | Glamorgan |
|                           |           | Remis                       |   |           |

#### Mai
| 3. – 6. Mai Scorecard | Chelmsford | Essex 274 (79.2) & 263 (111.4) | – | Nottinghamshire 340 (119.1) & 150-6 (51) |
|                       |            | Remis                          |   |                                          |

| 3. – 6. Mai Scorecard | London | Middlesex 427-8d (126.3) & 243-3d (52) | – | Northamptonshire 280 (113.2) & 237-3 (77.1) |
|                       |        | Remis                                  |   |                                             |

| 3. – 6. Mai Scorecard | Birmingham | Warwickshire 551-6d (150) | – | 400 (130) & 194-6 (94) (f/o) |
|                       |            | Remis                     |   |                              |

| 11. – 13. Mai Scorecard | Worcester | Middlesex 161 (46) & 181 (72.2)      | – | Worcestershire 182 (65) & 161-3 (37.4) |
|                         |           | Worcestershire gewinnt mit 7 Wickets |   |                                        |

| 11. – 14. Mai Scorecard | Cardiff | Glamorgan 250 (102.4) & 300-4d (78) | – | Gloucestershire 242 (101.5) & 174-9 (107) |
|                         |         | Remis                               |   |                                           |

| 11. – 14. Mai Scorecard | Northampton | Northamptonshire 585 (144.3)                            | – | Nottinghamshire 333 (120) & 128 (54.1) (f/o) |
|                         |             | Northamptonshire gewinnt mit einem Innings und 124 Runs |   |                                              |

| 11. – 14. Mai Scorecard | Hove | Sussex 224 (68.2) & 277 (106.3)                    | – | Warwickshire 548-7d (160) |
|                         |      | Warwickshire gewinnt mit einem Innings und 47 Runs |   |                           |

| 17. – 20. Mai Scorecard | Nottingham | Nottinghamshire 215 (70.2) & 207-8 (60) | – | Gloucestershire 290 (117.2) |
|                         |            | Remis                                   |   |                             |

| 17. – 20. Mai Scorecard | Birmingham | Warwickshire 400-8d (128.3) | – | Essex 298-4 (89) |
|                         |            | Remis                       |   |                  |

| 18. – 21. Mai Scorecard | Hove | Sussex 258 (63.5) & 148 (46.2)       | – | Worcestershire 311-8d (93.5) & 96-3 (24.1) |
|                         |      | Worcestershire gewinnt mit 7 Wickets |   |                                            |

| 23. – 26. Mai Scorecard | Chelmsford | Essex 255 (79) & 22-0 (6.2) | – | Sussex 374-7d (117.2) |
|                         |            | Remis                       |   |                       |

| 23. – 26. Mai Scorecard | Cardiff | Warwickshire 280-5 (92) | – | Glamorgan |
|                         |         | Remis                   |   |           |

| 23. – 26. Mai Scorecard | Bristol | Gloucestershire 199 (62.1) | – | Worcestershire 310-6 (81) |
|                         |         | Remis                      |   |                           |

| 24. – 27. Mai Scorecard | Northampton | Middlesex 217 (69.4) & 24-0 (8.2) | – | Northamptonshire 319 (115) |
|                         |             | Remis                             |   |                            |

| 31. Mai – 3. Juni Scorecard | Ilford | Northamptonshire 114 (47) & 327 (120.2) | – | Essex 216 (82.5) & 228-5 (72.2) |
|                             |        | Essex gewinnt mit 5 Wickets             |   |                                 |

| 31. Mai – 3. Juni Scorecard | London | Gloucestershire 259 (85.4) & 242 (80.4) | – | Middlesex 204-9d (79.2) & 212 (73.5) |
|                             |        | Gloucestershire gewinnt mit 85 Runs     |   |                                      |

| 31. Mai – 3. Juni Scorecard | Hove | Glamorgan 185 (78) & 284 (108.2) | – | Sussex 463-9d (140.3) & 7-0 (1.2) |
|                             |      | Sussex gewinnt mit 10 Wickets    |   |                                   |

#### Juni
| 2. – 5. Juni Scorecard | Birmingham | Warwickshire 110 (44.5) & 305-8 (101) | – | Nottinghamshire 406-0d (130.1) |
|                        |            | Remis                                 |   |                                |

| 6. – 8. Juni Scorecard | Bristol | Essex 263 (102.2) & 199 (79.3) | – | Gloucestershire 268 (94.3) & 85 (31.4) |
|                        |         | Essex gewinnt mit 109 Runs     |   |                                        |

| 7. – 10. Juni Scorecard | Nottingham | Worcestershire 402 (112.5) & 292-7d (84) | – | Nottinghamshire 313 (96.1) & 275 (78.4) |
|                         |            | Worcestershire gewinnt mit 106 Runs      |   |                                         |

| 7. – 10. Juni Scorecard | Horsham | Middlesex 370 (122.4) & 337-6 (92) | – | Sussex 300-9d (90) |
|                         |         | Remis                              |   |                    |

| 14. – 17. Juni Scorecard | London | Nottinghamshire 265 (102.2) & 293-6d (101) | – | Middlesex 166 (53.4) & 223 (94.4) |
|                          |        | Nottinghamshire gewinnt mit 169 Runs       |   |                                   |

| 14. – 17. Juni Scorecard | Northampton | Warwickshire 568-9d (161)                          | – | Northamptonshire 266 (83.5) & 249 (105) (f/o) |
|                          |             | Warwickshire gewinnt mit einem Innings und 53 Runs |   |                                               |

| 15. – 16. Juni Scorecard | Worcester | Worcestershire 230 (65.4) & 110 (41.4) | – | Sussex 277 (78.2) & 64-2 (12.2) |
|                          |           | Sussex gewinnt mit 8 Wickets           |   |                                 |

| 15. – 18. Juni Scorecard | Cardiff | Essex 410-7d (203) & 102 (47.2) | – | Glamorgan 263-8d (94.2) & 177-5 (66) |
|                          |         | Remis                           |   |                                      |

| 28. – 30. Juni Scorecard | Chelmsford | Middlesex 222 (78) & 293 (93.2) | – | Essex 136 (84) & 142 (40.1) |
|                          |            | Middlesex gewinnt mit 237 Runs  |   |                             |

| 28. Juni – 1. Juli Scorecard | Swansea | Glamorgan 218 (87.5) & 311 (108.1) | – | Worcestershire 196 (70.5) & 252 (90.2) |
|                              |         | Glamorgan gewinnt mit 81 Runs      |   |                                        |

| 28. Juni – 1. Juli Scorecard | Birmingham | Gloucestershire 350 (116.5) & 232-7d (73) | – | Warwickshire 233 (83.3) & 108-2 (33) |
|                              |            | Remis                                     |   |                                      |

#### Juli
| 7. – 9. Juli Scorecard | Northampton | Glamorgan 234 (73.2) & 255 (71.3) | – | Northamptonshire 167 (62.4) & 178 (51.3) |
|                        |             | Glamorgan gewinnt mit 144 Runs    |   |                                          |

| 7. – 10. Juli Scorecard | London | Middlesex 303 (108.2) | – | Worcestershire 141 (83.1) & 95-5 (49) (f/o) |
|                         |        | Remis                 |   |                                             |

| 7. – 10. Juli Scorecard | Nottingham | Essex 505-9d (146) | – | Nottinghamshire 180-5 (59.3) |
|                         |            | Remis              |   |                              |

| 7. – 10. Juli Scorecard | Birmingham | Warwickshire 252 (84) & 165-2 (43.1) | – | Sussex 158 (71.5) |
|                         |            | Remis                                |   |                   |

| 12. – 15. Juli Scorecard | Cheltenham | Northamptonshire 543 (154.3)                           | – | Gloucestershire 116 (59.1) & 328 (131.5) (f/o) |
|                          |            | Northamptonshire gewinnt mit einem Innings und 99 Runs |   |                                                |

| 12. – 15. Juli Scorecard | London | Middlesex 164 (57.1) & 374 (112.4) | – | Glamorgan 232 (77.2) & 307-8 (113) |
|                          |        | Glamorgan gewinnt mit 2 Wickets    |   |                                    |

| 12. – 15. Juli Scorecard | Arundel | Sussex 265 (86.4) & 321-8d (106) | – | Essex 277 (107) & 254-7 (72.4) |
|                          |         | Remis                            |   |                                |

| 12. – 15. Juli Scorecard | Worcester | Worcestershire 284 (122.4) & 431 (142.4) | – | Nottinghamshire 358 (104.2) & 24-0 (7) |
|                          |           | Remis                                    |   |                                        |

| 19. – 21. Juli Scorecard | Chelmsford | Worcestershire 240 (109.4) & 176 (57.3) | – | Essex 131 (53.3) & 287-6 (80.5) |
|                          |            | Essex gewinnt mit 4 Wickets             |   |                                 |

| 19. – 22. Juli Scorecard | Cardiff | Northamptonshire 229 (87.2) & 277 (102.3) | – | Glamorgan 198 (85.2) & 310-5 (117.3) |
|                          |         | Glamorgan gewinnt mit 5 Wickets           |   |                                      |

| 19. – 22. Juli Scorecard | Cheltenham | Warwickshire 260 (102.5) & 316 (113.2) | – | Gloucestershire 254 (89.2) & 237-5 (108) |
|                          |            | Remis                                  |   |                                          |

| 19. – 22. Juli Scorecard | Hove | Sussex 472 (122) & 278-3d (57.2) | – | Nottinghamshire 344 (119) & 379-8 (102.5) |
|                          |      | Remis                            |   |                                           |

| 28. – 30. Juli Scorecard | Birmingham | Northamptonshire 318 (99.3) & 176 (55.4) | – | Warwickshire 236 (81.1) & 204 (65.2) |
|                          |            | Northamptonshire gewinnt mit 54 Runs     |   |                                      |

| 28. – 30. Juli Scorecard | Worcester | Worcestershire 98 (50.2) & 225 (74.3) | – | Gloucestershire 87 (31.5) & 184 (56) |
|                          |           | Worcestershire gewinnt mit 52 Runs    |   |                                      |

| 28. – 31. Juli Scorecard | London | Middlesex 227 (57.5) & 283 (104.1) | – | Sussex 243 (101.1) & 270-3 (77.3) |
|                          |        | Sussex gewinnt mit 7 Wickets       |   |                                   |

#### August
| 2. – 5. August Scorecard | Bristol | Glamorgan 122 (40.3) & 210 (78.4)      | – | Gloucestershire 308 (95.1) & 27-0 (4.3) |
|                          |         | Gloucestershire gewinnt mit 10 Wickets |   |                                         |

| 2. – 5. August Scorecard | London | Middlesex 287 (108) & 174-9d (56.3) | – | Essex 200 (97.2) & 130-7 (73.4) |
|                          |        | Remis                               |   |                                 |

| 3. – 6. August Scorecard | Nottingham | Nottinghamshire 368 (113) & 232-8d (79) | – | Warwickshire 324 (108.3) & 132-4 (41) |
|                          |            | Remis                                   |   |                                       |

| 4. – 7. August Scorecard | Northampton | Northamptonshire 519 (170)                             | – | Worcestershire 249 (109) & 198 (81) (f/o) |
|                          |             | Northamptonshire gewinnt mit einem Innings und 72 Runs |   |                                           |

| 9. – 11. August Scorecard | Nottingham | Middlesex 412 (109.4)            | – | Nottinghamshire 245 (79.5) & 192 (60.4) (f/o) |
|                           |            | Middlesex gewinnt mit 10 Wickets |   |                                               |

| 9. – 12. August Scorecard | Northampton | Sussex 232 (102.3) & 211 (70.2)                        | – | Northamptonshire 460 (154.5) |
|                           |             | Northamptonshire gewinnt mit einem Innings und 17 Runs |   |                              |

| 9. – 12. August Scorecard | Kidderminster | Worcestershire 302 (92) & 282 (92) | – | Essex 462 (116.2) & 125-0 (35.1) |
|                           |               | Essex gewinnt mit 10 Wickets       |   |                                  |

| 16. – 18. August Scorecard | Eastbourne | Northamptonshire 110 (45.2) & 270 (85.4) | – | Sussex 153 (56.3) & 65 (33.3) |
|                            |            | Northamptonshire gewinnt mit 162 Runs    |   |                               |

| 16. – 19. August Scorecard | Colchester | Gloucestershire 324 (121.2) & 197 (63.1) | – | Essex 174 (67.3) & 243 (84) |
|                            |            | Gloucestershire gewinnt mit 104 Runs     |   |                             |

| 16. – 19. August Scorecard | Cardiff | Glamorgan 288 (96.5) & 99-6 (68) | – | Nottinghamshire 343 (124) |
|                            |         | Remis                            |   |                           |

| 17. – 20. August Scorecard | Birmingham | Middlesex 380-8d (111) & 126-1d (13.5) | – | Warwickshire 211-4d (69) & 191-5 (80) |
|                            |            | Remis                                  |   |                                       |

| 21. – 23. August Scorecard | Worcester | Worcestershire 338 (113.2) & 36-1 (5.3) | – | Warwickshire 142 (54.2) & 231 (75.4) (f/o) |
|                            |           | Worcestershire gewinnt mit 9 Wickets    |   |                                            |

| 21. – 24. August Scorecard | Bristol | Middlesex 207 (73.1) & 124 (51.1)     | – | Gloucestershire 188 (101.3) & 147-3 (73.3) |
|                            |         | Gloucestershire gewinnt mit 7 Wickets |   |                                            |

| 22. – 25. August Scorecard | Colwyn Bay | Glamorgan 718-3d (162)                          | – | Sussex 342 (108.5) & 316 (76.5) |
|                            |            | Glamorgan gewinnt mit einem Innings und 60 Runs |   |                                 |

| 30. August – 2. September Scorecard | Southend-on-Sea | Essex 292 (103.2) & 350-8 (128) | – | Glamorgan 507-9d (162.5) |
|                                     |                 | Remis                           |   |                          |

| 30. August – 2. September Scorecard | Northampton | Northamptonshire 469 (179)                             | – | Gloucestershire 186 (80) & 209 (109.2) (f/o) |
|                                     |             | Northamptonshire gewinnt mit einem Innings und 74 Runs |   |                                              |

| 30. August – 2. September Scorecard | Nottingham | Nottinghamshire 351 (112.4) & 238-4d (50.4) | – | Sussex 287 (85.1) & 4-0 (4.5) |
|                                     |            | Remis                                       |   |                               |

| 30. August – 2. September Scorecard | Birmingham | Worcestershire 263 (89) & 181-1 (72) | – | Warwickshire 407-8d (129.4) |
|                                     |            | Remis                                |   |                             |

#### September
| 5. – 8. September Scorecard | London | Warwickshire 416 (117.3) & 109-1 (23) | – | Middlesex 350-5d (111.4) |
|                             |        | Remis                                 |   |                          |

| 6. – 8. September Scorecard | Nottingham | Nottinghamshire 371 (93) & 66-3 (20.1) | – | Glamorgan 187 (47.3) & 246 (76.1) (f/o) |
|                             |            | Nottinghamshire gewinnt mit 7 Wickets  |   |                                         |

| 6. – 9. September Scorecard | Northampton | Essex 233 (68.4) & 225-4 (80) | – | Northamptonshire 410 (120.3) |
|                             |             | Remis                         |   |                              |

| 7. – 8. September Scorecard | Hove | Sussex 138 (52) & 71 (25)                             | – | Gloucestershire 227 (72.3) |
|                             |      | Gloucestershire gewinnt mit einem Innings und 18 Runs |   |                            |

| 13. – 16. September Scorecard | Chelmsford | Warwickshire 400-8d (125.2) & 8-0d (0.3) | – | Essex 208-5d (77) & 202-4 (38.4) |
|                               |            | Essex gewinnt mit 6 Wickets              |   |                                  |

| 13. – 16. September Scorecard | Cardiff | Glamorgan 325 (103.1) & 93-0 (66) | – | Middlesex 387 (98.5) |
|                               |         | Remis                             |   |                      |

| 13. – 16. September Scorecard | Bristol | Nottinghamshire 216 (96.1) & 104-3d (18.5) | – | Gloucestershire 73-1d (21.4) & 248-7 (57.3) |
|                               |         | Gloucestershire gewinnt mit 3 Wickets      |   |                                             |

| 13. – 16. September Scorecard | Worcester | Northamptonshire 260 (73.2) & 125 (36.5) | – | Worcestershire 124-7d (37.3) & 119-6 (30.3) |
|                               |           | Remis                                    |   |                                             |

## Statistiken

### Runs
Die meisten Runs der Saison in beiden Divisions wurden von den folgenden Spielern erzielt:
| Spieler        | Mannschaft       | Spiele | Innings | Runs  | Average | HS   | 100s | 50s |
| -------------- | ---------------- | ------ | ------- | ----- | ------- | ---- | ---- | --- |
| Darren Lehmann | Yorkshire        | 16     | 23      | 1.477 | 67,13   | 136  | 4    | 9   |
| Justin Langer  | Middlesex        | 16     | 27      | 1.472 | 61,33   | 213* | 5    | 7   |
| Stuart Law     | Essex            | 15     | 26      | 1.352 | 56,33   | 189  | 5    | 6   |
| Matthew Hayden | Northamptonshire | 15     | 22      | 1.270 | 57,72   | 164  | 4    | 6   |
| Ronald Irani   | Essex            | 16     | 28      | 1.175 | 55,95   | 168* | 1    | 9   |

### Wickets
Die meisten Wickets der Saison in beiden Divisions wurden von den folgenden Spielern erzielt:
| Spieler         | Mannschaft       | Balls | Wickets | Average | BBI   | 5W |
| --------------- | ---------------- | ----- | ------- | ------- | ----- | -- |
| Glenn McGrath   | Worcestershire   | 2.428 | 76      | 13,77   | 8/41  | 6  |
| Shane Warne     | Hamptonshire     | 3.838 | 70      | 23,14   | 6/34  | 5  |
| Darren Cousins  | Northamptonshire | 3.064 | 67      | 19,67   | 5/123 | 1  |
| Saqlain Mushtaq | Surrey           | 2.708 | 66      | 15,39   | 7/11  | 6  |
| Philip Tufnell  | Middlesex        | 4.431 | 65      | 23,07   | 6/48  | 3  |